# IC 103
IC 103 је елиптична галаксија у сазвјежђу Кит која се налази на листи објеката дубоког неба у Индекс каталогу.
Деклинација објекта је + 2° 2' 41" а ректасцензија 1h 24m 36,4s. Привидна величина (магнитуда) објекта IC 103 износи 14,0 а фотографска магнитуда 15,0. IC 103 је још познат и под ознакама UGC 963, MCG 0-4-117, CGCG 385-107, NPM1G +01.0052, PGC 5192.